# Mitsubishi Ki-83

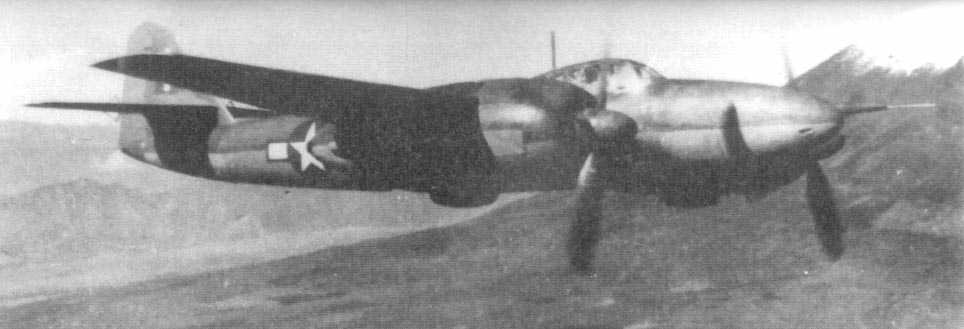
Mitsubishi Ki-83 w rękach amerykanów podczas lotu testowego

Mitsubishi Ki-83 (jap. 三菱 キ83) – ciężki, prototypowy myśliwiec Cesarskiej Armii Japońskiej z czasów II wojny światowej przeznaczony do lotów na dużej wysokości. Jego głównym zadaniem miało być zwalczanie amerykańskich bombowców Boeing B-29 Superfortress, dokonujących strategicznych bombardowań celów w Japonii. Wybudowano cztery egzemplarze samolotu, z których trzy uległy zniszczeniu, a jeden został przejęty przez amerykańską armię.

## Historia

### Geneza
Już w 1943 r. dla japońskiego lotnictwa Armii Lądowej stało się jasne, że nie jest ona zdolna skutecznie przeciwstawić się amerykańskiemu zagrożeniu ze strony strategicznych bombowców dokonujących swoich ataków z bardzo wysokiego pułapu. Aby przeciwdziałać tej sytuacji Wydział Techniczny Sił Powietrznych Dowództwa Cesarskiej Armii postanowił zbudować kilka typów ciężkich myśliwców. Nie wiedząc jaką taktykę przyjmą nadchodzące bombardowania strategiczne podjęto decyzje o budowie kilku typów samolotów: myśliwca nocnego, myśliwca wysokościowego, myśliwca uzbrojonego w działko o dużym kalibrze przeznaczonego do rozbijania szyków bombowców. 
Najwyższy priorytet otrzymały prace związane z konstrukcją nowego myśliwca zdolnego do lotów na bardzo wysokim pułapie. Budowę tego typu samolotu zlecono zespołowi inżyniera Tomio Kubo z zakładów Mitsubishi. Nowa maszyna miała powstać w oparciu o wcześniejszy projekt myśliwca eskortowego dalekiego zasięgu, którego realizację Wydział Techniczny zlecił firmie Mitsubishi w maju 1942 r. 
W czerwcu 1943 r. zmieniono przeznaczenie samolotu na ciężki, wysokościowy myśliwiec przechwytujący. Przed nową konstrukcją postawiono bardzo wysokie wymagania techniczne. Samolot miał charakteryzować się zdolnością do lotu na wysokości 15 000 metrów z prędkością 750 km/h. W odróżnieniu od projektu samolotu eskortowego w nowej konstrukcji załogę miało stanowić dwóch pilotów zamiast jednego.

### Projekt
Zespół inżynierów pod kierunkiem Tomio Kubo zaprojektował samolot o bardzo dobrych właściwościach aerodynamicznych i doskonałych właściwościach manewrowych. Wolnonośny średniopłat o smukłym i wąskim kadłubie z długimi skrzydłami o trapezowym obrysie. Cechy te pozwoliły Mitsubishi Ki-83, bo takie oznaczenie otrzymała nowa konstrukcja, na osiągnięcie bardzo dobrych parametrów lotu na dużej wysokości. 
Prototyp Ki-83.01 ukończono w październiku 1944 r., a 18 listopada tego samego roku wzniósł się on po raz pierwszy w powietrze. Podczas lotów testowych samolot w pełni spełnił pokładane w nim nadzieje, jednak dalszy postęp prac ograniczały problemy, jakich nastręczał wybrany do napędu samolotu silnik Mitsubishi Ha-211 I Ru. Silnik w układzie podwójnej gwiazdy z turbodoładowaniem, napędzający czterołopatowe śmigło o średnicy 3,5 m był wówczas najsilniejszą jednostką napędową jaką dysponowali konstruktorzy japońscy. Był to jednak silnik, którego konstrukcja nie była w pełni rozwinięta i cały czas trwały prace nad jego modyfikacją. 
Wydział Techniczny zamówił kolejne trzy prototypy, w międzyczasie zainteresowanie nowym samolotem wyraziło lotnictwo Cesarskiej Marynarki Wojennej. Drugi prototyp Ki-83.02 był gotowy do prób w styczniu 1945 r., trzeci Ki-83.03 w marcu, a czwarty Ki-83.04 w kwietniu 1945 r. W samolotach zwiększono o 500 litrów pojemność zbiorników paliwa. 
Aby zapobiegać flatterowi usterzenia, które pojawiło się w lotach przy dużej prędkości pierwszego prototypu, wzmocniono konstrukcję usterzenia poziomego, które dodatkowo zaopatrzono w trymery. Niestety, nie rozwiązane problemy z silnikiem uniemożliwiały wprowadzenie maszyny do produkcji seryjnej, a koniec wojny zatrzymał dalsze prace. 
9 marca 1945 r. w wyniku awarii uległ zniszczeniu drugi z prototypów. 25 czerwca tego samego roku w wyniku amerykańskiego bombardowania zniszczeniu uległy prototypy trzeci i czwarty.

## Samolot zdobyczny
Amerykanie nie zdawali sobie sprawy z istnienia Ki-83, dlatego też nie została mu przydzielona nazwa kodowa. Dopiero po zajęciu terytorium Japonii przez siły okupacyjne, w ręce Amerykanów wpadł pierwszy prototyp Ki-83, który znajdował się w Matsumoto. Maszyna była w dobrej kondycji technicznej, umożliwiającej wykonanie lotu. Zatankowawszy wysokooktanowe paliwo, pilot zdołał osiągnąć na wysokości 7000 metrów prędkość 762 km/h. Brak jednak raportu z wykonanego lotu, zatem osiągnięta wartość podawana jest w wątpliwość. Gdyby jednak faktycznie samolot leciał z prędkością przekraczającą 700 km/h, Ki-83 byłby najszybszym samolotem zbudowanym przez Japończyków podczas wojny. Pod koniec 1945 roku maszyna została przetransportowana do Stanów Zjednoczonych. Otrzymała numer ewidencyjny FE-151, zmieniony na T2-151. W kolejnym roku trafiła do Middletown Air Material Area w bazie Olmsted Field gdzie składowano zdobyczne japońskie samoloty. Informacja o znajdującym się tam Ki-83 pojawia się w zestawieniu wymieniającym zebrane maszyny z 10 maca 1946 roku. 18 września tego samego roku sporządzono listę samolotów przeznaczonych do eksponowania w planowanym muzeum lotnictwa. Następna pewna informacja o maszynie pojawia się w 1949 roku, kiedy to znalazł się na składowisku samolotów koło Orchard Field Airport w Park Ridge w stanie Illinois. Prawdopodobnie tam samolot został zezłomowany.

## Wersje
Na bazie Mitsubishi Ki-83 planowano wybudować jego mniejszą wersję pełniącą rolę szybkiego samolotu myśliwskiego. Otrzymał on oznaczenia Mitsubishi Ki-103. Koniec wojny przerwał pracę nad trzema zamówionymi przez Wydział Techniczny prototypami, z których żadnego nie ukończono.

## Konstrukcja
Mitsubishi Ki-83 był dwusilnikowym, wolnonośnym średniopłatem o metalowej konstrukcji. Skrzydła o trapezowym obrysie. Podwozie chowane, główne do gondoli silnikowych, tylne do wnęki w kadłubie. 
Klasyczne usterzenie wolnonośne ze sterem wysokości zamontowanym w połowie wysokości steru kierunku. 
Metalowy kadłub o konstrukcji półskorupowej i niewielkim przekroju. Pilot zajmował miejsce w kroplowej, opancerzonej kabinie w przedniej części kadłuba. Jego fotel osłonięty był 12 mm pancerną płytą i dodatkowym, 8 mm zagłówkiem. Gwarantowało to ochronę przed pociskami kalibru do 20 mm. Drugi członek załogi miał swoje miejsce w centralnej części kadłuba i pełnił funkcję operatora radaru i radiotelegrafisty. Stanowisko operatora było również opancerzone 12 mm płytą.

## Uzbrojenie
Ki-83 był uzbrojony w dwa działka Ho-105 kalibru 30 mm z zapasem amunicji wynoszącym 100 pocisków i dwa działka Ho-5 kalibru 20 mm z zapasem 100 - 200 pocisków. Całe uzbrojenie strzeleckie znajdowało się w dziobie samolotu. W skrzydłach umieszczono dwie, niewielkie komory bombowe, w których można było przenosić dwie bomby o masie od 30 do 50 kg (między innymi eksperymentalne bomby typu powietrze-powietrze).